# Gobernador de Yucatán

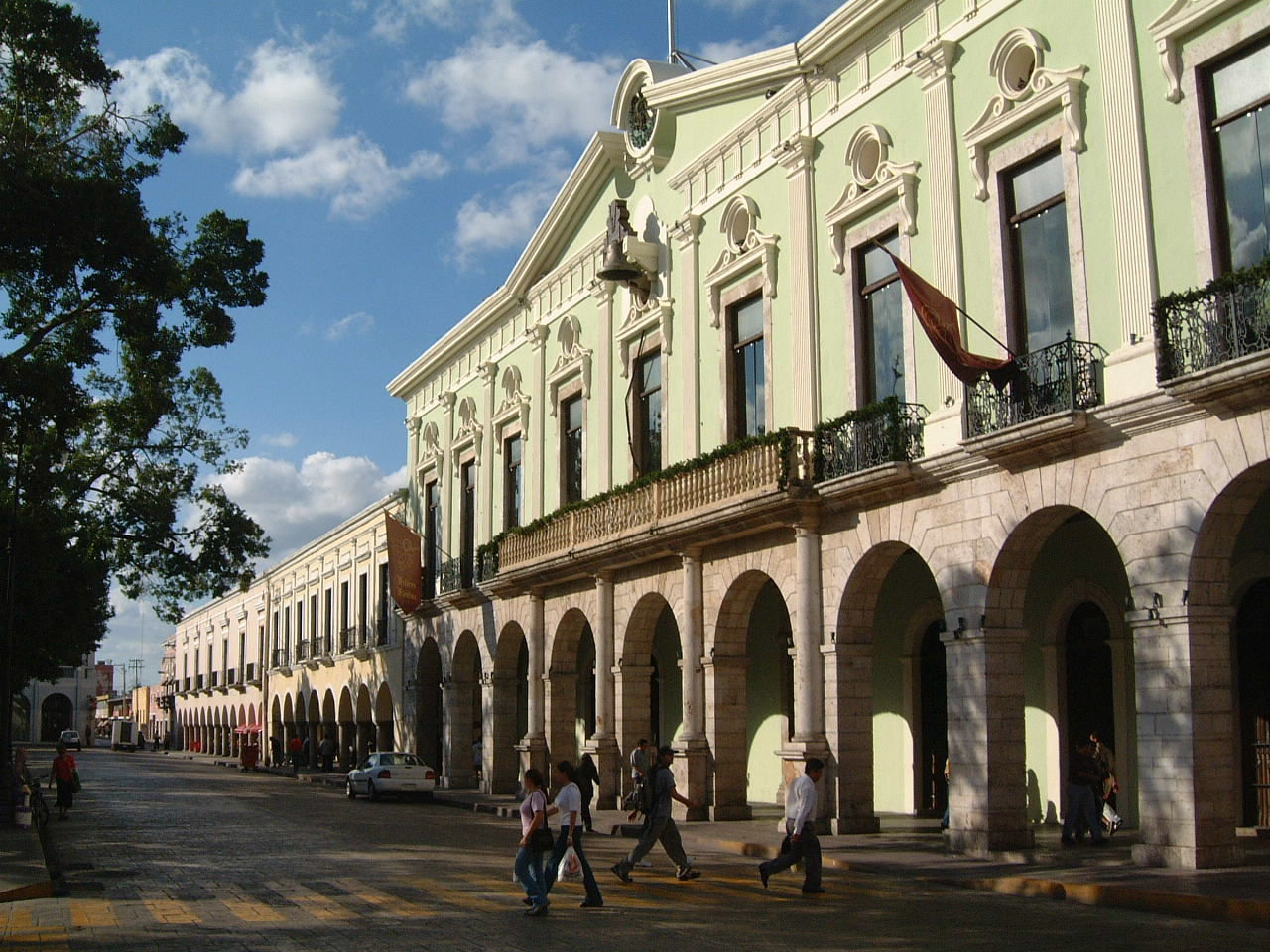
Palacio de Gobierno del Estado de Yucatán, sede del titular del Poder Ejecutivo.

El Gobernador Constitucional del Estado de Yucatán es el titular del poder ejecutivo y de la administración pública de la entidad federativa mexicana de Yucatán. Su origen está establecido en la Constitución Política del Estado en su Título Quinto. De carácter unipotestal, la elección del gobernador es a través del voto popular directo y universal. El gobernador se encuentra auxiliado, para el ejercicio de la administración pública y de hacienda del Estado, de órganos centralizados establecidos como dependencias o secretarías, quien estará a cargo de un titular denominado Secretario. La duración es de 6 años sin posibilidad de ejercer el cargo por un segundo periodo, sea su origen constitucional, interino, provisional, sustituto o Encargado del Despacho, e iniciará funciones el 1 de octubre del año realizada la elección. 
Se denominará Gobernador Interino a aquella persona que sea nombrada por el Congreso del Estado de Yucatán en sesión, mientras se convoca a elecciones nuevas, si ocurriese una falta absoluta del gobernador constitucional a menos de 2 años de haber iniciado su periodo. 
Se denominará Gobernador Provisional a quien sea nombrado por la Comisión Permanente del Congreso del Estado, en el tiempo que se organizan elecciones nuevas, cuando este no se encuentre en sesiones, si ocurriese la falta absoluta del gobernador constitucional a menos de 2 años de haber iniciado su periodo; el gobernador provisional nombrará posteriormente a un gobernador interino. 
El cargo de Gobernador Sustituto será denominado al ciudadano nombrado para ejercerlo, si durante en los últimos 4 años del periodo ocurriese una falta absoluta del gobernador constitucional.
Finalmente, será denominado Encargado del Despacho a la persona que, ante una ausencia temporal o permanente del Gobernador Constitucional, en tanto éste se reincorpore a sus funciones, o en tanto el Congreso del Estado designe a un gobernador interino, provisional o sustituto. El Encargado del Despacho del Poder Ejecutivo será la persona titular de la Secretaría General de Gobierno, en los términos del Código de la Administración Pública para Yucatán.

## Historia
Antes de la conquista de Yucatán el territorio de la península era propiamente el Mayab y estaba dividido en al menos 16 kuchkabales (provincias, señoríos, jurisdicciones o cacicazgos) según quien los denominara, que han sido estudiados.
A partir de la conquista, se dio un período de casi trescientos años de coloniaje y dependencia de la corona española. Desde entonces, los individuos que han ejercido el poder público en Yucatán, incluyendo a Nachi Cocom, que simbólicamente fue el último cacique o señor maya antes de la conquista, hasta nuestros días, en sus diferentes denominaciones, han sido los que se indican más adelante.

### Época prehispánica
Antes de la llegada de los españoles, los grupos mayas que dominaban cada una de las provincias, jurisdicciones o kuchkabales en el territorio de la península de Yucatán, el Mayab, eran jefaturados por un halach uinik y dentro de las comunidades por los bataobs, caciques supremos de una localidad.
Nachi Cocom, antes de 1526 y hasta 1541 en que es derrotado, es el último (en lo que hoy es Yucatán) de los halach uinik, régule maya, jefe del pueblo de los cocomes que enfrentó  a los conquistadores del Yucatán actual. Otro grupo maya jefaturado durante varios siglos por la dinastía de los Canek se mantuvo independiente de los conquistadores en un reducto en el Petén, actualmente Guatemala, y no se sometió al imperio español sino hasta 1697, año en que se consumó finalmente la conquista integral de los territorios que fueron habitados y dominados durante varios milenios por el pueblo maya.
Desde la conquista de Yucatán, a lo largo de cinco siglos, en Yucatán se ha dado distinto nombre a quienes encabezaron las funciones gubernativas de la entidad, en función de las circunstancias políticas de cada época.

### Época colonial
- 1526 - 1549: Adelantado (durante el proceso de conquista y de pacificación de los territorios peninsulares)
- 1549 - 1550: Oidor
- 1550 - 1565: Alcalde Mayor
- 1565 - 1617: Gobernador
- 1617 - 1789: Gobernador y Capitán General
- 1789 - 1821: Gobernador, Capitán General e Intendente

### Época independiente
- 1821: Jefe superior político
- 1822 - 1823: Gobernador
- 1823 - 1824: Junta Gubernativa
- 1824 - 1863: Gobernador
- 1863 - 1864: Consejo de Gobierno
- 1864 - 1867: Comisario Imperial
- 1867 - actual: Gobernador

## Requisitos para llegar a la Gubernatura de Yucatán
El artículo 46 y 47 de la Constitución Política del Estado de Yucatán señalan que para ser Gobernador del Estado de manera electa o interina, se requieren:
- I.- Ser ciudadano mexicano por nacimiento y tener además la calidad de ciudadano yucateco en el ejercicio de sus derechos;
- II.- Haber nacido en el Estado y con vecindad no menor de un año inmediatamente anterior al día de la elección. La vecindad no se pierde por desempeñar el cargo de diputado federal o senador;
- III.- En caso de no haber nacido en el Estado, tener residencia efectiva en él no menor de 5 años inmediatamente anteriores al día de la elección;
- IV.- Tener 30 años cumplidos el día de la elección;
- V.- No ser ministro de culto religioso alguno, salvo que se haya separado definitivamente 5 años antes del día de la elección;
- VI.- No estar en servicio activo, en caso de pertenecer al Ejército o corporación similar, 90 días antes de la fecha de la elección;
- VII.- No ser titular o encargado del despacho de alguna de las dependencias a que se refiere la Ley Orgánica de la Administración Pública del Estado, a menos que se separe de su puesto 90 días antes de la fecha de la elección;
- VIII.- No estar comprendido en alguna de las causas de incapacidad establecidas en el artículo 53; y (sic)
- IX.- No haber sido sentenciado con resolución firme de autoridad judicial competente, por la comisión de delito intencional, que amerite pena privativa de la libertad;
- X.- No ser Magistrado del Tribunal Superior de Justicia o del Tribunal de los Trabajadores al Servicio del Estado y de los Municipios, Consejero de la Judicatura, Diputado local, Regidor o Síndico, a menos que se separe de su cargo 120 días antes de la fecha de la elección;
- XI.- No ser Magistrado o Secretario del Tribunal de Justicia Electoral y Administrativa del Poder Judicial del Estado, Consejero, Secretario Ejecutivo o sus equivalentes, de los órganos electorales locales o federales, a menos que se separen de sus funciones 3 años antes de la fecha de la elección;
- XII.- Estar inscrito en el Registro Federal de Electores y contar con Credencial para Votar vigente.

## Facultades y obligaciones del gobernador
El artículo 55 de la Constitución Política del Estado de Yucatán menciona que es facultad del Gobernador del Estado:

"...
- I.- publicar y hacer cumplir las Leyes federales;
- II.- promulgar, publicar y ejecutar las leyes que expida el Congreso, proveer en su esfera administrativa, exacta observancia. Publicar los bandos y reglamentos que acuerden los ayuntamientos, siempre y cuando, estos no cuenten con sus propios órganos de difusión oficial;
- III.- nombrar y remover a los titulares de las dependencias que señala el Código de la Administración Pública de Yucatán, cuyo nombramiento o remoción no estén determinados de otro modo en la Constitución o en las leyes;
- IV.- disponer de la Guardia Nacional;
- V.- disponer de las policías municipales, en aquellos casos que considere como causa de fuerza mayor, o alteración grave del orden público;
- VI.- nombrar uno o más apoderados para asuntos judiciales, dentro o fuera del Estado;
- VIII.- pedir a la Diputación Permanente que convoque al Congreso a sesiones extraordinarias.
- IX.- facilitar al Poder Judicial los auxilios que necesite para el ejercicio expedito de sus funciones;
- X.- hacer observaciones a las Leyes y a los Decretos, en los términos que establece el artículo 38 de esta Constitución;
- XIII.- expedir la convocatoria para las elecciones ordinarias;
- XIV.- presentar ante el Congreso del Estado, a más tardar el día 25 de noviembre de cada año, las iniciativas relativas a la Ley de Ingresos y Presupuesto de Egresos del Gobierno del Estado, que hubieren de regir durante el año inmediato siguiente;
- XV.- resolver definitivamente por sí o por conducto del funcionario que al efecto señale el Código de la Administración Pública de Yucatán, sobre las sanciones que las autoridades administrativas apliquen por infracciones a los reglamentos gubernativos, de policía y de los demás recursos que conforme a las Leyes competan;
- XVII.- practicar visitas oficiales, cuando lo crea conveniente, a los municipios del Estado;
- XVIII.- concurrir al Congreso, cuando lo juzgue conveniente, para presentar o sostener alguna Iniciativa del Ejecutivo o autorizar a cualquier funcionario del mismo para dicho objeto;
- XIX.- conceder licencia a los servidores públicos y empleados de la Administración Pública Estatal en el ejercicio de su cargo, en términos de la ley;
- XX.- pedir la protección de los Poderes de la Unión en caso de sublevación o trastorno interior; y
- XX Bis.- Solicitar a la Comisión Nacional de los Derechos Humanos la investigación de hechos que constituyan violaciones graves de derechos humanos;
- XXI.- conceder primas y subsidios a los que establezcan en el Estado, industrias y cultivos nuevos, necesarios o ampliados;
- XXII.- establecer los procedimientos de participación y consulta popular en el Sistema Estatal de Planeación Integral y los criterios para la formulación, instrumentación, control y evaluación del plan y los programas sectoriales, especiales, institucionales y operativos;
- XXII Bis.- disponer lo necesario, en los términos de la ley respectiva, para garantizar el resultado de los plebiscitos;
- XXIII.- elaborar y remitir el Plan Estatal de Desarrollo, sus actualizaciones, los programas mencionados en la fracción XXII de este Artículo, así como los criterios que le sirven de base al Congreso del Estado para su conocimiento y consideración al ejercer sus atribuciones constitucionales;
- XXIV.- presentar la cuenta pública con la documentación respectiva, en los términos establecidos en la Ley de la materia, y
- XXV.- las demás que le confieren esta Constitución y otras Leyes.

## Gobernadores de Yucatán desde la segunda mitad delsigloXX
Hasta antes del año de 1946, los gobernadores eran electos por un periodo de 4 años de conformidad a lo estipulado en la Constitución yucateca. A partir de dicho año, la Constitución fue reformada, ampliándose el periodo a 6 años. Esta es la lista de los gobernadores que han ejercido el cargo para periodos sexenales, iniciando con José González Beytia, quien fue el primero:
| Gobernador | Gobernador | Gobernador                               | Partido político | Inicio del mandato       | Fin del mandato          | Notas |
| ---------- | ---------- | ---------------------------------------- | ---------------- | ------------------------ | ------------------------ | --- |
|            |            | José González Beytia (1908 - 1988)       |                  | 1 de febrero de 1946     | 21 de septiembre de 1951 | Primer gobernador electo para un periodo sexenal, dimitió al cargo tras una persecución política, exiliándose en Cuba. |
|            |            | Humberto Esquivel Medina (1893 - 1984)   |                  | 21 de septiembre de 1951 | 31 de enero de 1952      | Gobernador interino. |
|            |            | Tomás Marentes Miranda (1904 - 1991)     |                  | 1 de febrero de 1952     | 18 de junio de 1953      | Electo en 1952. Fue presionado a pedir licencia. [cita requerida] |
|            |            | Víctor Mena Palomo (1891 - 1978)         |                  | 18 de junio de 1953      | 31 de enero de 1958      | Gobernador interino |
|            |            | Agustín Franco Aguilar (1906 - 1974)     |                  | 1 de febrero de 1958     | 31 de enero de 1964      | |
|            |            | Luis Torres Mesías (1916 - 1996)         |                  | 1 de febrero de 1964     | 31 de enero de 1970      | |
|            |            | Carlos Loret de Mola Mediz (1921 - 1986) |                  | 1 de febrero de 1970     | 31 de enero de 1976      | |
|            |            | Francisco Luna Kan (1925 - 2023)         |                  | 1 de febrero de 1976     | 31 de enero de 1982      | Último gobernador contemporáneo de ascendencia maya. |
|            |            | Graciliano Alpuche Pinzón (1919 - 1990)  |                  | 1 de febrero de 1982     | 16 de febrero de 1984    | Electo en 1982. Fue obligado a pedir licencia. [cita requerida] |
|            |            | Víctor Cervera Pacheco (1936 - 2004)     |                  | 16 de febrero de 1984    | 31 de enero de 1988      | Gobernador interino. Primer periodo de gubernatura. |
|            |            | Víctor Manzanilla Schaffer (1924 - 2019) |                  | 1 de febrero de 1988     | 14 de febrero de 1991    | Electo en 1988. Renunció al cargo. |
|            |            | Dulce María Sauri Riancho (1951)         |                  | 14 de febrero de 1991    | 1 de diciembre de 1993   | Gobernadora interina. Primera mujer en ocupar el cargo, mismo al que renunció. |
|            |            | Ricardo Ávila Heredia (1947)             |                  | 1 de diciembre de 1993   | 31 de enero de 1994      | Encargado del despacho, tras la renuncia de la gobernadora Sauri. |
|            |            | Federico Granja Ricalde (1942 - 2021)    |                  | 1 de febrero de 1994     | 31 de julio de 1995      | Electo para un periodo extraordinario de 18 meses. |
|            |            | Víctor Cervera Pacheco (1936 - 2004)     |                  | 1 de agosto de 1995      | 31 de julio de 2001      | Gobernador constitucional electo en 1995. Segundo periodo de gubernatura. |
|            |            | Patricio Patrón Laviada (1957)           |                  | 1 de agosto de 2001      | 31 de julio de 2007      | Fue el primer gobernador electo emanado de un partido de oposición en la entidad, presentando la alternancia en Yucatán. |
|            |            | Ivonne Ortega Pacheco (1972)             |                  | 1 de agosto de 2007      | 30 de septiembre de 2012 | Primera mujer electa como gobernadora y segunda en ejercer el cargo. Su mandato se recortó a un quinquenio para homologar las elecciones estatales con las federales, en el año 2012.                                                                                             |
|            |            | Rolando Zapata Bello (1968)              |                  | 1 de octubre de 2012     | 30 de septiembre de 2018 | |
|            |            | Mauricio Vila Dosal (1980)               |                  | 1 de octubre de 2018     | 7 de mayo de 2024        | Derivado de una sentencia del Tribunal Electoral del Poder Judicial de la Federación, solicitó licencia al cargo entre el 7 de mayo de 2024 y el 3 de junio de 2024, para participar en los comicios federales de 2024 por el cargo, vía plurinominal, a Senador de la República. |
|            |            | María Dolores Fritz Sierra (1957)        |                  | 7 de mayo de 2024        | 3 de junio de 2024       | Encargada del Despacho del Poder Ejecutivo del Estado. Tercera mujer en ejercer la titularidad del Poder Ejecutivo yucateco. |
|            |            | Mauricio Vila Dosal (1980)               |                  | 4 de junio de 2024       | 28 de agosto de 2024     | Retornó a la gubernatura una vez finalizada la jornada electoral de 2024. Pidió licencia al cargo, nuevamente, el 28 de agosto de 2024, para tomar protesta como Senador de la República en la LXVI Legislatura del Congreso de la Unión                                          |
|            |            | María Dolores Fritz Sierra (1957)        |                  | 29 de agosto de 2024     | 30 de septiembre de 2024 | Encargada del Despacho del Poder Ejecutivo del Estado. |
|            |            | Joaquín Díaz Mena (1974)                 |                  | 1 de octubre de 2024     |                          | Segundo gobernador de alternancia. Resultó electo con la mayor cantidad de votos en la historia de Yucatán, en los comicios locales de 2024. |

### Exgobernantes que están vivos

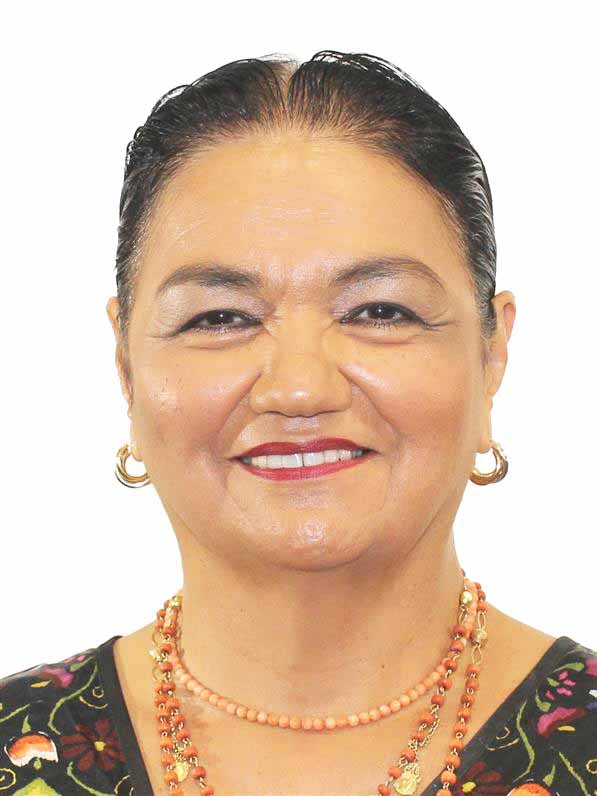
Dulce Sauri Riancho (1991-1993) 14 de agosto de 1951 (73 años)
Ricardo Ávila Heredia (1993-1995) 3 de abril de 1947 (77 años)
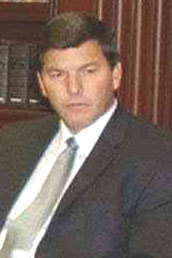
Patricio Patrón Laviada (2001-2007) 17 de diciembre de 1957 (67 años)
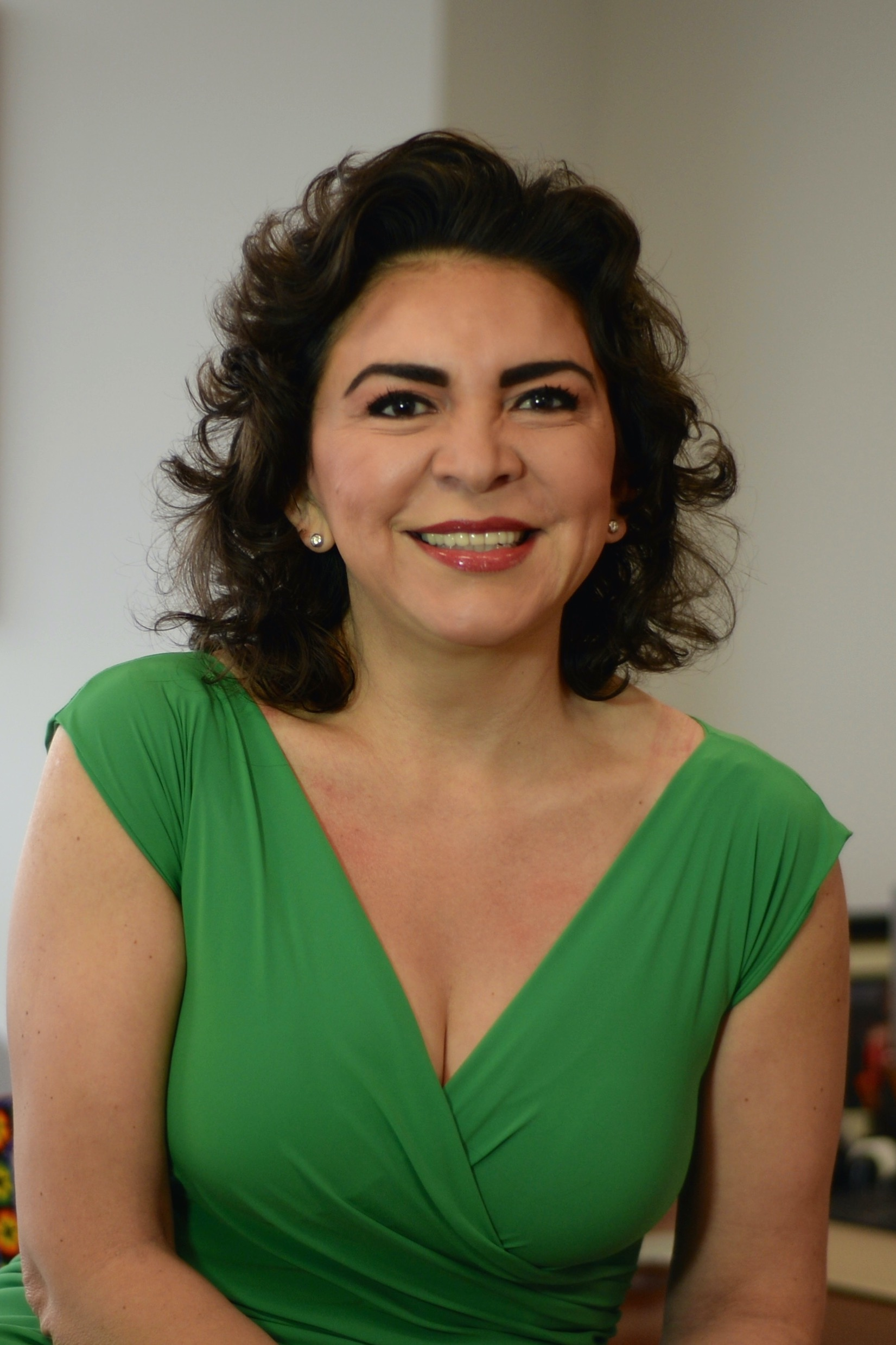
Ivonne Ortega Pacheco (2007-2012) 26 de noviembre de 1972 (52 años)
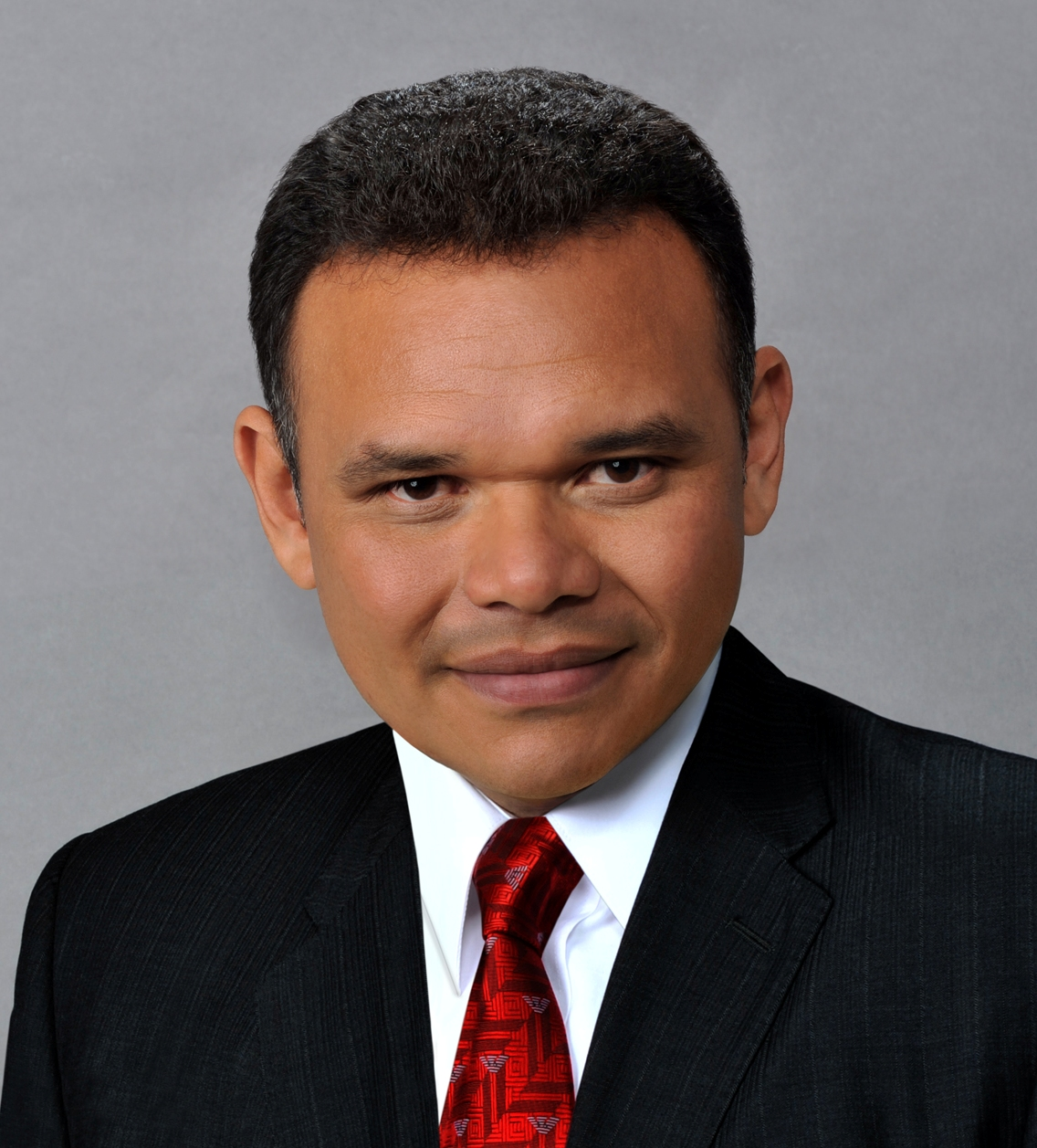
Rolando Zapata Bello (2012-2018) 11 de agosto de 1968 (56 años)
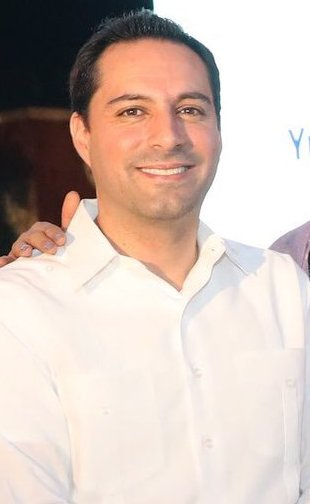
Mauricio Vila Dosal (2018-2024) 30 de marzo de 1980 (44 años)
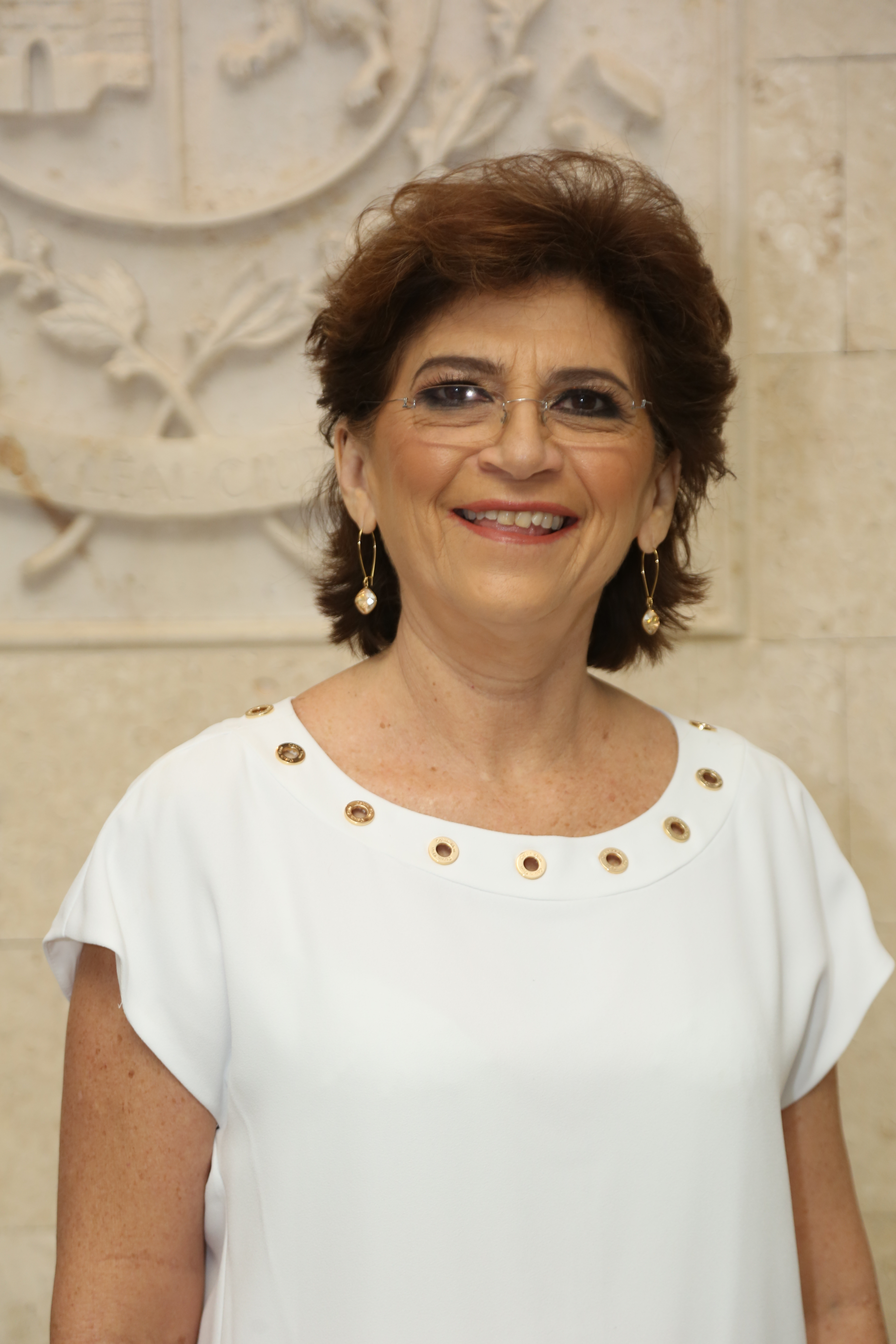
María Fritz Sierra (2024) 11 de agosto de 1957 (67 años)